# 黄呈忠
黄 呈忠（こう ていちゅう、Huáng Chéngzhōng、1826年 - ?）は、太平天国の指導者の一人。
広西省出身。侍王李世賢の部将で首王范汝増・堵王黄文金・梯王練業坤とともに清軍と戦った。1861年2月、景徳鎮を占領して皖南総兵陳大富を倒した。3月には范汝増とともに江西省から浙江省に入り、浦江・諸曁・上虞・余姚・奉化を次々と攻略していった。その後イギリスの警告を無視して、黄呈忠は余姚から、范汝増は奉化から寧波を攻撃して占領した。その後浙東地区で常勝軍のフレデリック・タウンゼント・ウォードと湘軍の左宗棠と死闘を繰り広げ、ウォードを戦死させ、戴王に封ぜられた。1865年1月、福建省漳浦の戦いで行方不明となった。
江蘇省金壇市に戴王府の古跡が残っている。